# Сазерленд, Тай
Тай Сазерленд (англ. Tui Sutherland; род. 31 июля 1978, Каракас, Венесуэла) — американская детская писательница венесуэльского происхождения, работавшая под псевдонимами Хэзер Уилльямс, Роб Кидд, Тамара Саммерс и Эрин Хантер (вместе с Кейт Кэри, Черит Болдри и Викторией Холмс).

## Биография
Тай Сазерленд родилась 31 июля 1978 в городе Каракас, Венесуэла. Её семья много раз меняла место жительства: Парагвай, Флорида, Доминикана — пока наконец они не поселились в Нью Джерси, где Тай пошла в среднюю школу и увлеклась театром. Окончив Уильямский колледж в 1998 году, она переехала в Нью-Йорк и начала работу редактора в книжном издательстве, а вскоре и сама начала писать собственные книги. 
Сейчас Тай живёт в Бостоне с мужем и своей собакой по имени Саншайн.
Под псевдонимом Хэзер Уилльямс она написала книгу по сериалу «Маленький домик в прериях». Под псевдонимом Роб Кидд она написала книгу по фильму «Пираты Карибского моря» и серию из пяти книг «Legends of the Brethren Court». Ей также принадлежит новеллизация фильма «Пираты Карибского моря: На краю света», которая в итоге вошла в список бестселлеров, по мнению The New York Times. Под псевдонимом Тамара Саммерс она писала произведения на темы весёлых и романтичных детективов с участием вампиров. Сейчас она вместе с Викторией Холмс, Кейт Кэри и Черит Болдри работает над серией книг «Коты-Воители» под общим для псевдонимом Эрин Хантер.
26 июня 2009 года Тай участвовала в знаменитой игре-викторине «Jeopardy!», в первой серии которой выиграла 23 600 долларов. Во второй части она стала двухдневным чемпионом, и её выигрыш достиг 46 200 долларов. В третьей серии она была на втором месте, с хорошими результатами.
Тай написала около 40 книг.

## Творчество

### Коты-Воители
| Название               | Год  |
| ---------------------- | ---- |
| Секреты племён         | 2007 |
| Битвы племён           | 2010 |
| Beginning of the clans | 2013 |
| End of the clans       | 2015 |

### Странники
| Название         | Год  |
| ---------------- | ---- |
| Первые испытания | 2007 |
| Дымная гора      | 2008 |
| Небесный огонть  | 2010 |
| The Melting Sea  | 2012 |

### Зверинец (The Menagerie)
| Название                           | Год  |
| ---------------------------------- | ---- |
| The Menagerie                      | 2014 |
| The Menagerie #2: Dragon on Trial  | 2014 |
| The Menagerie #3: Krakens and Lies | 2015 |

### Проблемы с питомцами (Pet Trouble)
| Название                                | Год  |
| --------------------------------------- | ---- |
| Pet Trouble-Runaway Retriever           | 2009 |
| Pet Trouble-Loudest Beagle on the Block | 2009 |
| Pet Trouble-Mud-Puddle Poodle           | 2009 |
| Pet Trouble-Bulldog Won't Budge         | 2009 |
| Pet Trouble-Oh No, Newf!                | 2010 |
| Pet Trouble-Smarty-Pants Sheltie        | 2010 |
| Pet Trouble-Bad to the Bone Boxer       | 2010 |
| Pet Trouble-Dachshund Disaster          | 2010 |

### Драконья сага(Wings of Fire)
| Название              | Год  |
| --------------------- | ---- |
| The Dragonet Prophecy | 2012 |
| The Lost Heir         | 2013 |
| The Hidden Kingdom    | 2013 |
| The Dark Secret       | 2013 |
| The Brightest Night   | 2014 |
| Moon Rising           | 2014 |
| Winter Turning        | 2015 |
| Escaping Peril        | 2015 |
| Talons of Power       | 2016 |
| Darkness of Dragons   | 2017 |
| The Lost Continent    | 2018 |
| The Hive Queen        | 2018 |
| The Poison Jungle     | 2019 |
| The Winglets Quartet  | 2020 |
| The Dangerous Gift    | 2021 |
| The Flames of Hope    | 2022 |

#### Драконья Сага. Графические романы
| Название              | Год  |
| --------------------- | ---- |
| The Dragonet Prophecy | 2018 |
| The Lost Heir         | 2019 |
| The Hidden Kingdom    | 2019 |
| The Dark Secret       | 2020 |
| The Brightest Night   | 2021 |
| Moon Rising           | 2022 |

#### Драконья Сага: Легенды
| Название     | Год  |
| ------------ | ---- |
| Darkstalker  | 2016 |
| Dragonslayer | 2020 |

### Звери-Воители (Spirit Animals)
| Название          | Год  |
| ----------------- | ---- |
| Against the Tide  | 2014 |
| The Book of Shane | 2015 |